# Municipio di Pietermaritzburg
Il Municipio di Pietermaritzburg (in inglese: Pietermaritzburg City Hall) è un edificio storico, sede municipale della città di Pietermaritzburg in Sudafrica.

## Storia
L'edificio venne eretto tra il 1899 e il 1901, andando a rimpiazzare il precedente municipio cittadino costruito nel 1893 e andato distrutto in un incendio nel 1898. Il nuovo palazzo venne ufficialmente inaugurato nel mese di agosto 1901 dal Duca di Cornovaglia.

## Descrizione
Il palazzo, di stile neorinascimentale fiammingo, è caratterizzato da facciate in mattone rosso. Un campanile alto 47 metri contraddistingue un angolo dell'edificio.

## Galleria d'immagini

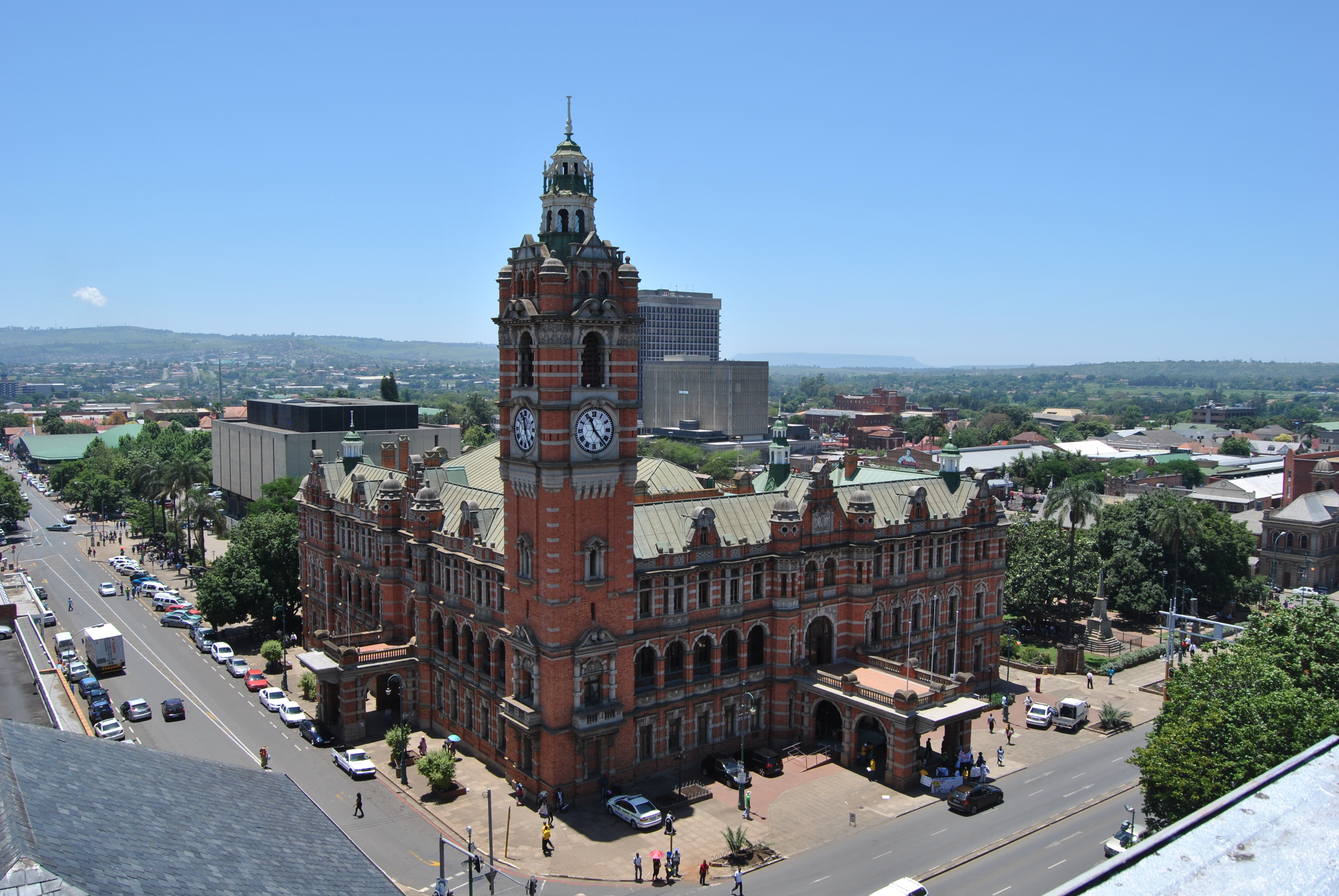
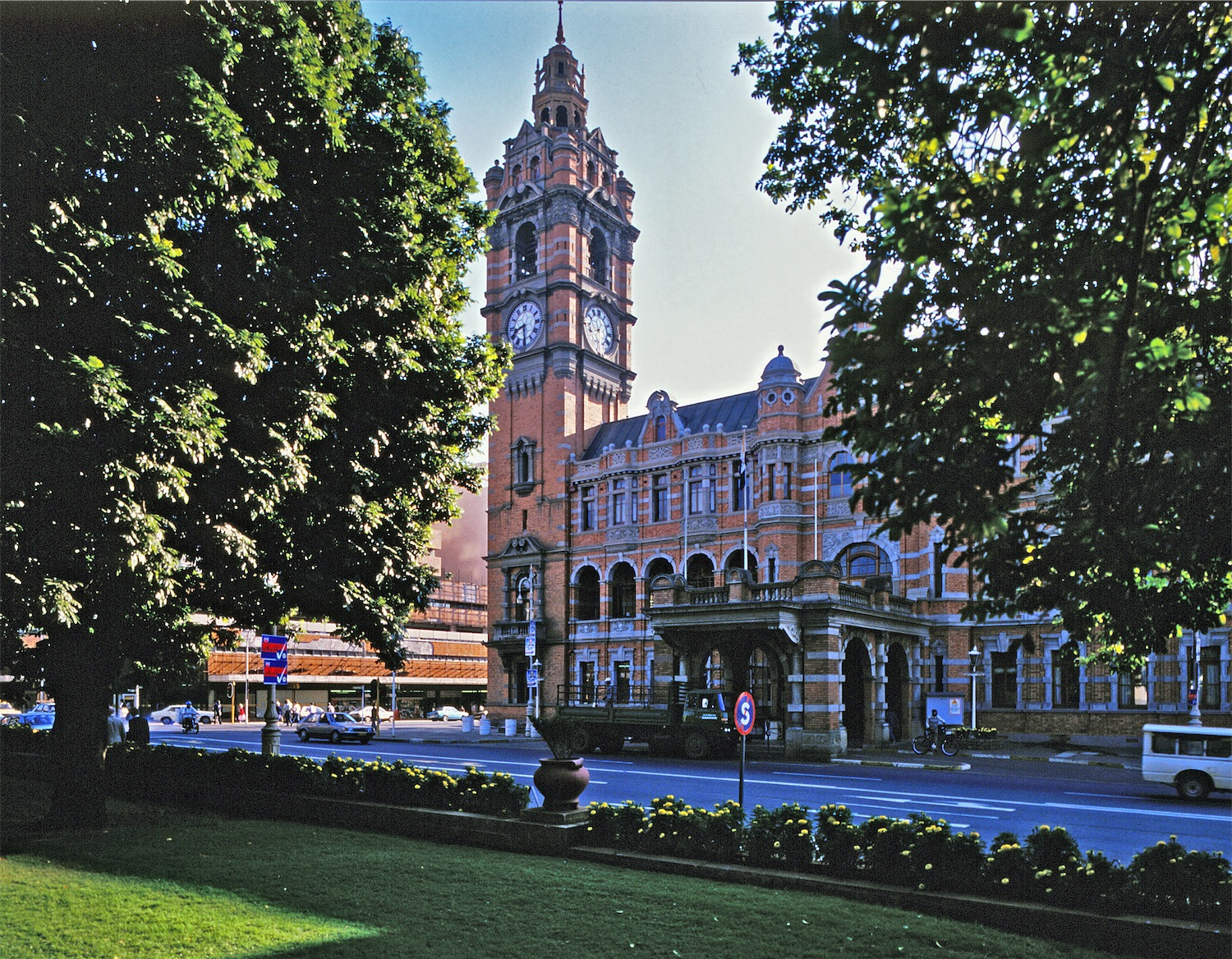
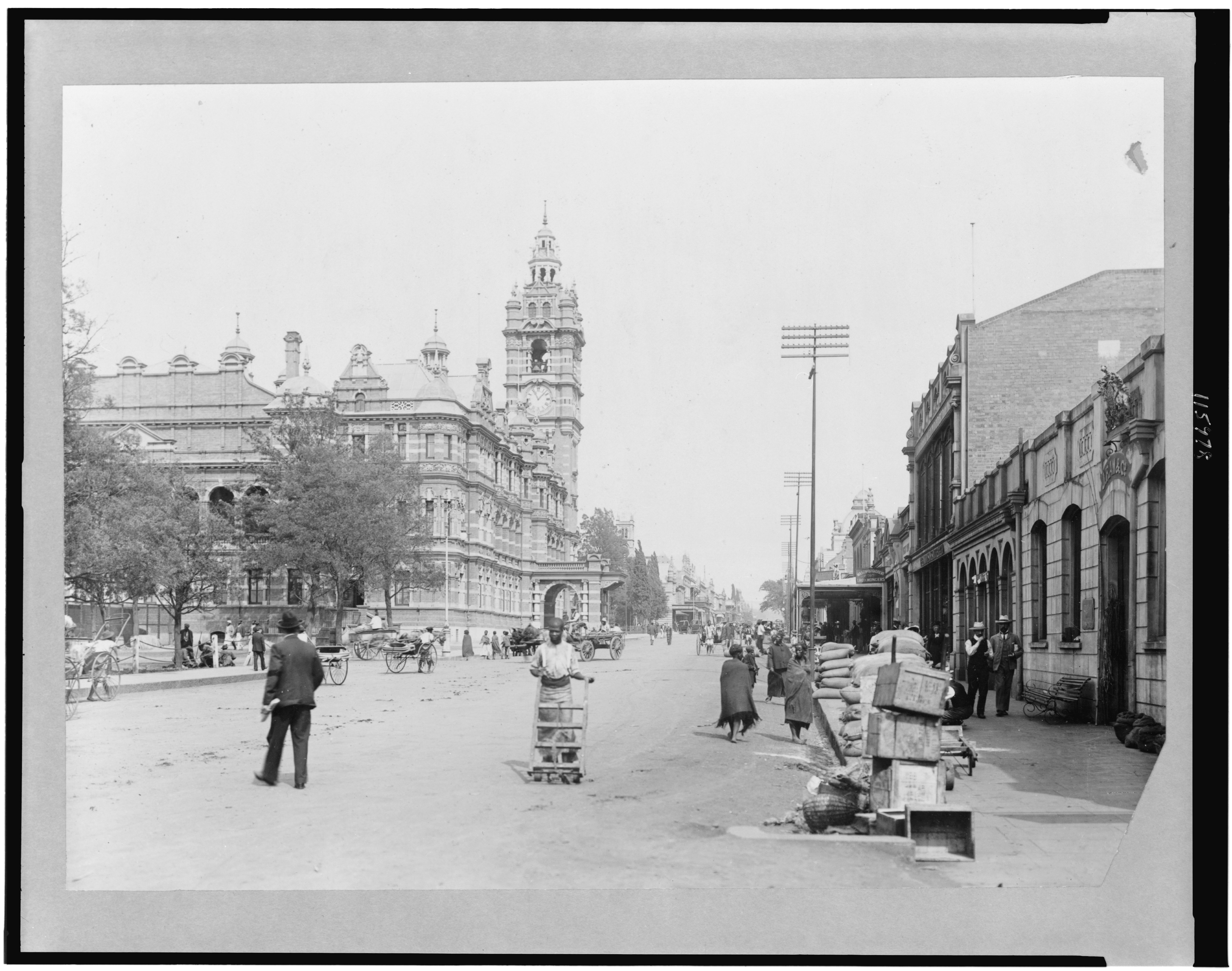